# أرنالدو أورتيلي
أرنالدو أورتيلي لاعب كرة قدم سويسري راحل كان يجيد اللعب في خط الدفاع.
لعب طوال مسيرته الرياضية في نادي لوغانو.
مثل منتخب سويسرا في مباراة واحدة (1942). شارك مع منتخب سويسرا في بطولة كأس العالم 1934 في إيطاليا حيث خرج من الدور الربع النهائي.

## وصلات خارجية
- أرنالدو أورتيلي على موقع قاعدة بيانات كرة القدم.إي يو (الإنجليزية)
- أرنالدو أورتيلي على موقع ناشيونال فوتبول تيمز (الإنجليزية)
- أرنالدو أورتيلي على موقع Soccerway.com (الإنجليزية)
- أرنالدو أورتيلي على موقع عالم كرة القدم.نت (الإنجليزية)

- هذا سيرة ذاتية